# Jornal Liberal
Jornal Liberal, conhecido por JLTV, JL1 (primeira edição) e JL2 (segunda edição), é um telejornal local brasileiro gerado pela Rede Liberal para toda sua área de cobertura nas edições do Praça TV nos horários das 11h45 e 19h15 (nas quartas é exibido ás 18h45), levado ao ar de segunda a sábado. O JL1 é focado nas notícias, prestação de serviço, problemas comunitários e qualidade de vida. Já o JL2 traz ao telespectador um resumo das principais notícias do estado, além de esporádicas entradas ao vivo de vários pontos da capital paraense, ou seja, Belém.

## História

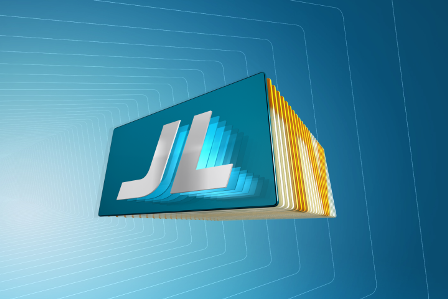
Logotipo do Jornal Liberal, usado entre 2011 e 2018

O Jornal Liberal começou a ser produzido a partir do ano de 1981, substituindo o bloco local do Jornal Hoje e do Jornal Nacional para se adequar ao atual modelo do Padrão Globo de Qualidade imposto na época em duas edições diárias, tendo como primeira apresentadora a jornalista Nelma Nicolau no JL1 e Francisco César com Aldo César no JL2. O seu primeiro cenário era feito em um estúdio improvisado com fundo branco, um desenho do estado do Pará cortado pelo Rio Amazonas e o logotipo do JL da época (que lembrava muito o cenário do Jornal Nacional de 1981). Dentre as primeiras coberturas marcantes do telejornal, destaca-se: a morte de Romulo Maiorana (fundador do atual Grupo Liberal) em 1986, o incêndio na antiga Tagide Veículos, o desabamento do edifício Raimundo Farias que ocasionou a morte de 40 operários em 1987, o Massacre de Eldorado dos Carajás em 1996 e a queda do edifício Real Class em 2011.
O Jornal Liberal possuía grafismo próprio e cada edição do telejornal tinha uma vinheta diferente. Em 1999 as duas edições passaram a adotar a mesma vinheta, mas usando apenas o logotipo da até então Organizações Rômulo Maiorana (ORM), e desde 2006, os dois telejornais passaram a se adequar ao modelo padrão da TV Globo.
Desde 08 de outubro de 2018, todos os telejornais da TV Liberal passam a ser transmitidos em alta definição, sendo a última emissora afiliada à TV Globo a adotar tal tecnologia entre as capitais. Celebrando a mudança, as duas edições do Jornal Liberal passaram a adotar as siglas JL1 e JL2, com vinhetas temáticas.

### 3ª Edição
Assim como em diversas praças da TV Globo, o Jornal Liberal teve uma terceira edição entre março de 1983 e maço de 1989 e era apresentada por Ney Messias Jr, sendo transmitida após o Jornal da Globo. Essa edição, assim como a segunda, também trazia um resumo, mas em menor duração, dos últimos acontecimentos do dia no estado do Pará e em Belém.

## Edições Locais
O Jornal Liberal contou com blocos locais em todas as praças do interior, porém com o tempo os blocos locais foram sendo extintos e em 2005 o jornal passou a ser transmitido para todos os municípios da área de cobertura da Rede Liberal.